# Antheraea steinkeorum
Antheraea steinkeorum is een vlinder uit de familie nachtpauwogen (Saturniidae), onderfamilie Saturniinae.
De wetenschappelijke naam van de soort is voor het eerst geldig gepubliceerd door U. Paukstadt, L. Paukstadt & Brosch in 1999.